# 元徳
元徳（、旧字体：元德）は、日本の元号の一つ。嘉暦の後。大覚寺統（南朝）では元弘の前で、1329年から1331年までの期間を指す。この時代の天皇は後醍醐天皇。鎌倉幕府将軍は守邦親王、執権は北条守時。
後醍醐天皇が元弘に改元した直後に倒幕の兵を挙げて失敗、隠岐に流され（元弘の乱）、持明院統（北朝）の光厳天皇が立てられた。光厳天皇と幕府は元弘改元を認めず、1332年に正慶に改元した。

## 改元
- 嘉暦4年8月29日（ユリウス暦1329年9月22日） 疫病のため改元
- 元徳3年8月9日（ユリウス暦1331年9月11日） 後醍醐天皇（大覚寺統）が元弘に改元
- 元徳4年/元弘2年4月28日（ユリウス暦1332年5月23日） 光厳天皇（持明院統）が正慶に改元

## 元徳期におきた出来事
- 元徳3年 吉田定房の密告で後醍醐天皇の近臣である日野俊基、文観らを六波羅探題が捕縛する。

## 西暦との対照表
※は小の月を示す。
| 元徳元年（己巳） | 一月      | 二月※ | 三月 | 四月※ | 五月  | 六月※ | 七月※   | 八月  | 九月※ | 十月  | 十一月※ | 十二月  |          |
| ---------------- | --------- | ----- | ---- | ----- | ----- | ----- | ------- | ----- | ----- | ----- | ------- | ------- | -------- |
| ユリウス暦       | 1329/1/31 | 3/2   | 3/31 | 4/30  | 5/29  | 6/28  | 7/27    | 8/25  | 9/24  | 10/23 | 11/22   | 12/21   |          |
| 元徳二年（庚午） | 一月      | 二月※ | 三月 | 四月  | 五月※ | 六月  | 閏六月※ | 七月※ | 八月  | 九月※ | 十月    | 十一月※ | 十二月   |
| ユリウス暦       | 1330/1/20 | 2/19  | 3/20 | 4/19  | 5/19  | 6/17  | 7/17    | 8/15  | 9/13  | 10/13 | 11/11   | 12/11   | 1331/1/9 |
| 元徳三年（辛未） | 一月      | 二月※ | 三月 | 四月※ | 五月  | 六月  | 七月※   | 八月  | 九月※ | 十月※ | 十一月  | 十二月※ |          |
| 元弘元年         | 一月      | 二月※ | 三月 | 四月※ | 五月  | 六月  | 七月※   | 八月  | 九月※ | 十月※ | 十一月  | 十二月※ |          |
| ユリウス暦       | 1331/2/8  | 3/10  | 4/8  | 5/8   | 6/6   | 7/6   | 8/5     | 9/3   | 10/3  | 11/1  | 11/30   | 12/30   |          |
| 元徳四年（壬申） | 一月      | 二月※ | 三月 | 四月※ | 五月  | 六月  | 七月※   | 八月  | 九月※ | 十月  | 十一月  | 十二月※ |          |
| 元弘二年         | 一月      | 二月※ | 三月 | 四月※ | 五月  | 六月  | 七月※   | 八月  | 九月※ | 十月  | 十一月  | 十二月※ |          |
| ユリウス暦       | 1332/1/28 | 2/27  | 3/27 | 4/26  | 5/25  | 6/24  | 7/24    | 8/22  | 9/21  | 10/20 | 11/19   | 12/19   |          |